# Kaloula rigida
Kaloula rigida es una especie  de anfibios de la familia Microhylidae.

## Distribución geográfica
Es endémica de Luzón (Filipinas).

## Estado de conservación
Se encuentra amenazada de extinción por la pérdida de su hábitat natural.